# Краев, Божидар
Божидар Бойков Краев (болг. Божидар Бойков Краев; род. 23 июня 1997, Враца) — болгарский футболист, полузащитник клуба «Веллингтон Феникс».

## Карьера

### Клубная карьера
Божидар начал заниматься футболом в юношеской команде «Ботев» из его родного города, Враца, за который когда-то играл его отец. В 2008 году он присоединился к молодёжной академии Христо Стоичкова в Испании, «Вильяфранка». Спустя два года полузащитник возвратился в Болгарию в «Чавдар» из Етрополе. В январе 2013 года Краев перешёл в молодёжную команду «Левски».
19 июля 2014 года полузащитник дебютировал в чемпионате Болгарии, выйдя на замену в игре с «Локомотивом» из Пловдива. 23 сентября 2014 года в матче кубка Болгарии Божидар отметился хет-триком в ворота «Спартака» из Варны.
12 декабря 2014 Краев подписал свой первый профессиональный контракт сроком на три года. Два дня спустя Божидар был приглашён на просмотр в туринский «Ювентус». В январе 2015 года полузащитник неделю тренировался с «Манчестер Сити».
27 февраля 2015 года Божидар отметился первым забитым мячом в чемпионате, приняв участие в домашнем разгроме «Хасково 2009». 26 мая того же года Краев забил 3 мяча во встрече с «Мареком».

### В сборной
Божидар в составе юношеской сборной Болгарии (до 17 лет) принимал участие во встречах квалификационного раунда к Чемпионату Европы на Мальте. Также Краев принимал участие в квалификационном раунде отбора к юношескому чемпионату Европы в Греции.